# 細川貴之
細川 貴之（ほそかわ たかゆき、1984年12月14日 - ）は、日本の元プロボクサー。大阪府大阪市出身。第35代日本スーパーウェルター級王者。第32代OPBF東洋太平洋スーパーウェルター級王者。元IBFアジアスーパーウェルター級王者。六島ボクシングジム所属。

## 来歴
大阪市立北巽小学校から大阪市立巽中学校を経て、大阪府立阪南高等学校卒業。高校在学中にプロテスト合格。
2002年12月20日、大阪城ホールで藤本和義と対戦し、3-0（40-37、39-37、38-38）の判定勝ちを収めた。デビュー戦はスーパーライト級で戦った。
2003年5月11日、アゼリア大正ホールで2003年度西日本新人王ライト級1回戦で中西陵と対戦し、初回2分14秒KO負けを喫した。
2003年9月28日、大阪府立体育会館第2競技場でノンタイトルウェルター級4回戦を高木章裕と行い、0-2（37-39、38-39、38-38）の判定負けを喫した。
2004年4月25日、KBSホールで2004年度西日本新人王スーパーライト級1回戦で礒道鉄平と対戦し、4回1分39秒TKO負けを喫しまたも初戦敗退となった。
2004年12月26日、アゼリア大正ホールで好川大智と対戦し、3-0の判定勝ちを収めた。
2005年5月1日、松下IMPホールで2005年度西日本新人王ウェルター級1回戦で浜田よしのりと対戦し、3-0（40-35、2者が39-36）の判定勝ちを収め三度目の正直で初戦突破した。
2005年9月3日、 大阪府立体育会館第2競技場で2005年度西日本新人王ウェルター級決勝で好川大智と再戦し、3-0（40-36、2者が39-37）の判定勝ちを収め2005年度西日本新人王となった。
2005年10月29日、大阪府立体育会館第2競技場で甲斐斗志広と対戦し、2-0（39-37、39-37、38-38）の判定勝ちを収め2005年度新人王西軍代表の座を獲得した。
2005年12月18日、全日本新人王決定戦で渡部信宣と対戦し、2回1分10秒KO負けを喫し2005年度全日本新人王の座を逃した。
2006年5月28日、大阪府立体育会館第2競技場でチャールズ・ベラミーと対戦し、0-2（56-58、57-58、57-57）の判定負けを喫した。
2008年5月25日、和歌山県立体育館でチャールズ・ベラミーと再戦し、1-1（75-78、78-75、76-76）の判定で引き分けた。 
2009年7月3日、最強後楽園スーパーウェルター級準決勝でチャールズ・ベラミーと対戦し、6回2分18秒TKO負けを喫し決勝進出を逃した。
2011年8月8日、後楽園ホールにて日本ミドル級王者淵上誠と対戦し、6回2分7秒TKO負けを喫し王座獲得に失敗した。
2012年4月15日、元OPBF3階級制覇王者のランディ・スイコと対戦し、2-0（2者が96-95、95-95）の判定勝ちを収めた。
2013年1月12日、日本スーパーウェルター級王者柴田明雄と対戦し、8回2分53秒TKO負けを喫し王座獲得に失敗した。
2013年10月14日、IBF世界スーパーライト級5位のパトムスック・パトムポートンに2-1（100-91、97-96、95-97）の判定勝ちを収めた。
2014年3月4日、後楽園ホールにて、日本5階級制覇王者で日本スーパーウェルター級王者湯場忠志と対戦し、2-0（97-93、96-94、95-95）の判定勝利を収め王座獲得に成功した。
2014年7月7日、日本スーパーウェルター級王座を網膜裂孔の為に返上した。
2014年12月12日、バンコクでモセス・セラン（インドネシア）とIBFアジアスーパーウェルター級王座決定戦を行い、初回1分38秒TKO勝ちを収め王座獲得に成功した。
2015年4月19日、大阪市立住吉区民センターで日本スーパーウェルター級王者の野中悠樹と対戦し、10回1-1（96-95、95-96、96-96）の判定で引き分けた為、王座獲得に失敗した。
2015年8月2日、大阪府立体育会館第2競技場で行われた「リアルファイトボクシング」で韓国王者 梁正勲と68.5kg契約8回戦を行い、8回3-0（78-75、78-76、77‐76）の判定勝ちを収めた。
2015年11月22日、住吉スポーツセンターで行われた「You will be the champion5」でOPBF東洋太平洋スーパーウェルター級王者のデニス・ローレンテと対戦し、12回2-1（115-113、110-118、115-114）の判定勝ちを収め王座獲得に成功した。
2016年7月31日、大阪市立住吉区民センターで斉藤幸進丸と対戦し、12回0-1（111-115、2者が113-113)の判定で引き分けたが初防衛に成功した。
2016年11月23日、大阪市立住吉区民センターで大石豊と対戦し、11回1-2（106-103、104-106、104-105）の負傷判定負けを喫し2度目の防衛に失敗、王座から陥落した。
2016年11月28日、JBCは細川を日本スーパーウェルター級5位にランクインした。
2017年3月30日、以前日本王者時に痛めた右目の状態が芳しくなく網膜剥離になり同年4月9日に大阪市立住吉区民センターで行われる試合を最後に引退すると発表した。
2017年4月9日、大阪市立住吉区民センターで行われた「You will be the champion7」でティーラサック・ケーマックスジムとノンタイトル8回戦を行い、8回3-0（80-72、79-73、79-75）の判定勝ちを収めた。
2019年より大阪の北新地で「bar the GORILLA」を開業する。
2020年より大阪でパーソナルジム「ソリトレ」を開業する。
2021年8月より親交のある元東洋太平洋バンタム級王者の山本隆寛とYouTubeチャンネル「たかゴリch」を開設する。
2022年7月17日、BreakingDown 5でてるとキックボクシングルールで対戦し、蹴りに対応することが出来ず、0-5の判定負けを喫した。
2023年5月21日、BreakingDown 8で渡部あきのり（あきべぇ）と約18年ぶりに再戦。キックボクシングルールでの再戦となったが、延長の末5-0の判定勝ちを収め雪辱を果たした。

## 戦績
- プロボクシング：45戦29勝（9KO）11敗5分

| 戦           | 日付           | 勝敗 | 時間     | 内容        | 対戦相手                               | 国籍           | 備考                                             |
| ------------ | -------------- | ---- | -------- | ----------- | -------------------------------------- | -------------- | ------------------------------------------------ |
| 1            | 2002年12月20日 | ☆    | 4R       | 判定2-0     | 藤本和義（八尾）                       | 日本           |                                                  |
| 2            | 2003年5月11日  | ★    | 1R 2:14  | KO          | 中西陵（大鵬）                         | 日本           |                                                  |
| 3            | 2003年9月28日  | ★    | 4R       | 判定0-2     | 高木章裕（大阪帝拳）                   | 日本           |                                                  |
| 4            | 2003年12月21日 | ☆    | 4R 2:24  | TKO         | 古田勲（進光）                         | 日本           |                                                  |
| 5            | 2004年4月25日  | ★    | 4R 1:39  | TKO         | 礒道鉄平（ウォズ）                     | 日本           |                                                  |
| 6            | 2004年9月5日   | ☆    | 2R 0:42  | KO          | 丸山博（SFマキ）                       | 日本           |                                                  |
| 7            | 2004年12月26日 | ☆    | 4R       | 判定2-0     | 好川大智（大阪帝拳）                   | 日本           |                                                  |
| 8            | 2005年5月1日   | ☆    | 4R       | 判定3-0     | 浜田よしのり（ハラダ）                 | 日本           |                                                  |
| 9            | 2005年6月5日   | ☆    | 4R       | 判定3-0     | 鈴木純（アポロ）                       | 日本           |                                                  |
| 10           | 2005年7月9日   | ☆    | 4R       | 判定3-0     | 丸野琢哉（守口東郷）                   | 日本           |                                                  |
| 11           | 2005年9月3日   | ☆    | 4R       | 判定3-0     | 好川大智（大阪帝拳）                   | 日本           | 2005年度西日本ウェルター級新人王決定戦           |
| 12           | 2005年10月29日 | ☆    | 4R       | 判定2-0     | 甲斐斗志広（宮崎ワールド）             | 日本           |                                                  |
| 13           | 2005年12月18日 | ★    | 2R 1:10  | KO          | 渡部信宣（協栄）                       | 日本           | 2005年度全日本ウェルター級新人王決定戦           |
| 14           | 2006年5月28日  | ★    | 6R       | 判定0-2     | チャールズ・ベラミー（八王子中屋）     | アメリカ合衆国 |                                                  |
| 15           | 2006年10月9日  | ★    | 6R       | 判定0-2     | 丸野琢哉（守口東郷）                   | 日本           |                                                  |
| 16           | 2006年12月2日  | ☆    | 6R       | 判定2-0     | バーヌン・サコームシルパ               | タイ           |                                                  |
| 17           | 2007年8月7日   | △    | 5R       | 判定1-1     | 田中慎吾（ナカハマ）                   | 日本           |                                                  |
| 18           | 2007年10月30日 | △    | 6R       | 判定1-1     | 和田直樹（花形）                       | 日本           |                                                  |
| 19           | 2008年3月16日  | ☆    | 8R       | 判定3-0     | 高江良昌（久留米櫛間）                 | 日本           |                                                  |
| 20           | 2008年5月25日  | △    | 8R       | 判定1-1     | チャールズ・ベラミー（八王子中屋）     | アメリカ合衆国 |                                                  |
| 21           | 2008年12月23日 | ☆    | 10R      | 判定3-0     | 松元慎介（進光）                       | 日本           |                                                  |
| 22           | 2009年3月8日   | ☆    | 4R 2:29  | TKO         | 巴山宏知（正拳）                       | 日本           |                                                  |
| 23           | 2009年7月3日   | ★    | 6R 2:18  | TKO         | チャールズ・ベラミー（八王子中屋）     | アメリカ合衆国 |                                                  |
| 24           | 2009年12月13日 | ☆    | 6R 0:20  | 負傷判定2-0 | 松元慎介（進光）                       | 日本           |                                                  |
| 25           | 2010年4月11日  | ☆    | 8R 1:37  | 負傷判定3-0 | 二見広信（泰栄）                       | 日本           |                                                  |
| 26           | 2010年8月7日   | ☆    | 8R       | 判定3-0     | 赤澤慎司（神拳阪神）                   | 日本           |                                                  |
| 27           | 2010年10月11日 | ☆    | 7R 1:11  | TKO         | 津田修吾（仲里・ATSUMI）               | 日本           |                                                  |
| 28           | 2011年1月8日   | ★    | 8R       | 判定0-3     | 湯場忠志（都城レオS）                  | 日本           |                                                  |
| 29           | 2011年5月28日  | ☆    | 6R       | 判定3-0     | 下野喜道（ＪＭ・加古川）               | 日本           |                                                  |
| 30           | 2011年8月8日   | ★    | 6R 2:07  | TKO         | 淵上誠（八王子中屋）                   | 日本           | 日本ミドル級タイトルマッチ                       |
| 31           | 2011年11月13日 | ☆    | 6R 0:55  | KO          | エーガポップ・モークルンテープトンブリ | タイ           |                                                  |
| 32           | 2012年4月15日  | ☆    | 10R      | 判定2-0     | ランディ・スイコ                       | フィリピン     |                                                  |
| 33           | 2012年6月10日  | ☆    | 3R 1:52  | TKO         | ペッチチャプーンレック・ニヨムジム     | タイ           |                                                  |
| 34           | 2012年11月3日  | ☆    | 7R 終了  | TKO         | 金英彬                                 | 韓国           |                                                  |
| 35           | 2013年1月12日  | ★    | 8R 2:53  | TKO         | 柴田明雄（ワタナベ）                   | 日本           | 日本スーパーウェルター級タイトルマッチ           |
| 36           | 2013年5月26日  | ☆    | 8R 2:06  | KO          | トーンピタック・パタウィコンジム       | タイ           |                                                  |
| 37           | 2013年10月14日 | ☆    | 8R       | 判定2-1     | パトンサック・パトンポートン           | タイ           |                                                  |
| 38           | 2014年3月4日   | ☆    | 10R      | 判定2-0     | 湯場忠志（都城レオS）                  | 日本           | 日本スーパーウェルター級タイトルマッチ           |
| 39           | 2014年12月12日 | ☆    | 1R 1:38  | TKO         | モセス・セラン                         | インドネシア   | IBFアジアスーパーウェルター級王座決定戦          |
| 40           | 2015年4月19日  | △    | 10R      | 判定1-1     | 野中悠樹（渥美）                       | 日本           | 日本スーパーウェルター級タイトルマッチ           |
| 41           | 2015年8月2日   | ☆    | 8R       | 判定3-0     | 梁正勲                                 | 韓国           |                                                  |
| 42           | 2015年11月22日 | ☆    | 12R      | 判定2-1     | デニス・ローレンテ                     | フィリピン     | OPBF東洋太平洋スーパーウェルター級タイトルマッチ |
| 43           | 2016年7月31日  | △    | 12R      | 判定0-1     | 斉藤幸伸丸（輪島功一S）                | 日本           | OPBF防衛1                                        |
| 44           | 2016年11月23日 | ★    | 11R 1:42 | 負傷判定1-2 | 大石豊（井岡）                         | 日本           | OPBF王座陥落                                     |
| 45           | 2017年4月9日   | ☆    | 8R       | 判定3-0     | ティーラサック・ケーマックスジム       | タイ           |                                                  |
| テンプレート |                |      |          |             |                                        |                |                                                  |

### アマチュアキックボクシング
| キックボクシング 戦績 | キックボクシング 戦績 | キックボクシング 戦績 | キックボクシング 戦績 | キックボクシング 戦績 | キックボクシング 戦績 | キックボクシング 戦績 |
| --------------------- | --------------------- | --------------------- | --------------------- | --------------------- | --------------------- | --------------------- |
| 6 試合                | (T)KO                 | 判定                  | その他                | 引き分け              | 無効試合              |                       |
| 5 勝                  | 0                     | 5                     | 0                     | 0                     | 0                     |                       |
| 1 敗                  | 0                     | 1                     | 0                     | 0                     | 0                     |                       |

| 勝敗 | 対戦相手 | 試合結果                  | 大会名                 | 開催年月日     |
| ○    | 山下源太 | 1分1R+延長1R終了 判定5-0  | BreakingDown16         | 2025年7月13日  |
| ○    | TATSUJI  | 1分1R終了 判定3-0         | BreakingDown 9         | 2023年8月26日  |
| ○    | あきべぇ | 1分1R＋延長1R終了 判定5-0 | BreakingDown 8         | 2023年5月21日  |
| ○    | 阪田壮亮 | 1分1R終了 判定3-0         | BreakingDown 7         | 2023年2月19日  |
| ○    | KENTMAN  | 1分2R終了 判定3-0         | バトルミリオネア 第1回 | 2022年12月25日 |
| ×    | てる     | 1分1R終了 判定0-5         | BreakingDown 5         | 2022年7月17日  |

## 獲得タイトル
- 2005年度西日本ウェルター級新人王
- 2005年度新人王ウェルター級西軍代表
- 2007年B級トーナメント準優勝
- 第35代日本スーパーウェルター級王座(防衛0=返上)
- 2014年チャンピオンカーニバル殊勲賞獲得
- IBFアジアスーパーウェルター級王座
- 第32代OPBF東洋太平洋スーパーウェルター級王座(防衛0)